# City of Port Adelaide Enfield
City of Port Adelaide Enfield – jednostka samorządowa wchodząca w skład aglomeracji Adelaide. Powstała w 1996 z połączenia Port Adelaide oraz Enfield. 
Rozciąga się od rzeki Torrens, aż do dzielnicy Outer Harbor, łączna powierzchnia obszaru wynosi 97 km². Obszar ten zamieszkuje 102928 osób (dane z 2006). 

## Dzielnice
W nawiasach podany jest kod pocztowy.
| - Alberton (5014) - Angle Park (5010) - Birkenhead (5015) - Blair Athol (5084) - Broadview (5083) - Clearview (5085) - Croydon Park (5008) - Dernancourt (5075) - Devon Park (5008) - Dry Creek (5094) - Dudley Park (5008) - Enfield (5085) - Ethelton (5015) - Exeter (5019) - Ferryden Park (5010) - Gepps Cross (5094) - Gilles Plains (5086) - Gillman (5013) |  | - Glanville (5015) - Greenacres (5086) - Hampstead Gardens (5086) - Hillcrest (5086) - Holden Hill (5088) - Kilburn (5084) - Klemzig (5087) - Largs Bay (5016) - Largs North (5016) - Manningham (5086) - Mansfield Park (5012) - Northfield (5085) - Northgate (5085) - North Haven (5018) - Oakden (5086) - Osborne (5017) |  | - Ottoway (5013) - Outer Harbor (5018) - Peterhead (5016) - Port Adelaide (5015) - Queenstown (5014) - Regency Park (5010) - Rosewater (5013) - Sefton Park (5083) - Semaphore (5019) - Semaphore South (5019) - Taperoo (5017) - Valley View (5093) - Walkley Heights (5098) - Windsor Gardens (5087) - Wingfield (5013) - Woodville Gardens (5012) |